# Geurklier

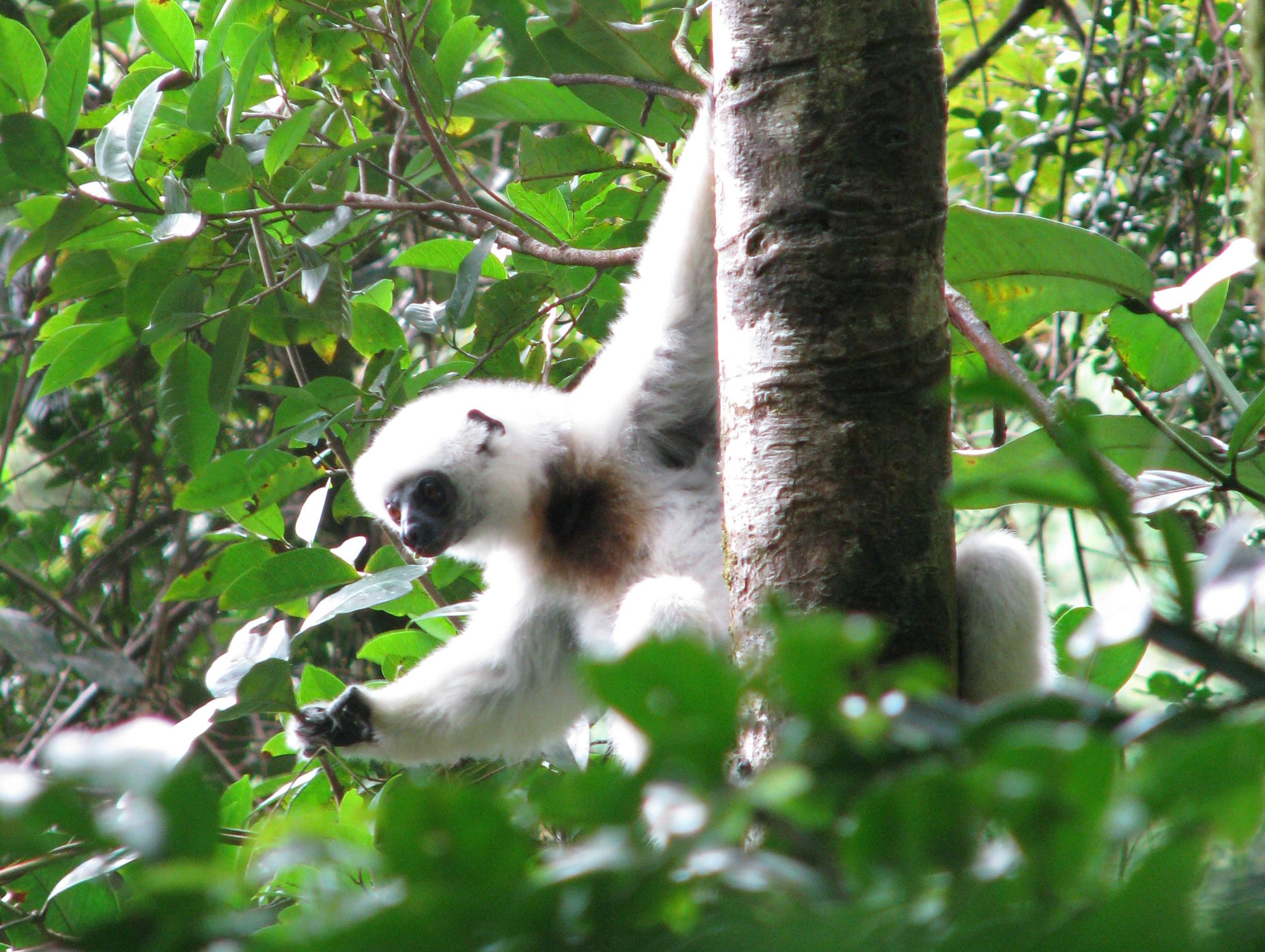
In het paarseizoen zijn mannelijke zijdesifaka's te herkennen aan de donkerrode vlek op de borst, veroorzaakt door hun geurklier.

De geurklier is een exocriene klier die met name veel voorkomt bij zoogdieren. Ze produceren secreties die feromonen of andere geursporen bevatten. Deze worden onder andere gebruikt om een territorium af te bakenen of om andere informatie over te brengen.
Voorbeelden van geurklieren zijn talgklieren, zoals op de borst van de zijdesifaka (Propithecus candidus), anale klieren, zoals bij roofdieren (uitgezonderd beren, zeeotters en kinkajoe's), zweetklieren, zoals in de oksels van de mens, de castorklieren van bevers en de metapleurale klieren van mieren.